# Tommy Hall
William Thomas "Tommy" Hall (Croydon, 1876 - 26 d'abril de 1949) va ser un ciclista anglès que fou professional del 1900 al 1914. El 1903 va establir un nou rècord de l'hora en mig fons.

## Palmarès
- 1902
  - Medalla de plata al Campionat d'Europa de mig fons
- 1912
  - 3r als Sis dies de Dresden (amb Alfred Halstead)